# 第2次小泉内閣
第2次小泉内閣（だいにじこいずみないかく）は、衆議院議員、自由民主党総裁の小泉純一郎が第88代内閣総理大臣に任命され、2003年（平成15年）11月19日から2004年（平成16年）9月27日まで続いた日本の内閣。

## 概説

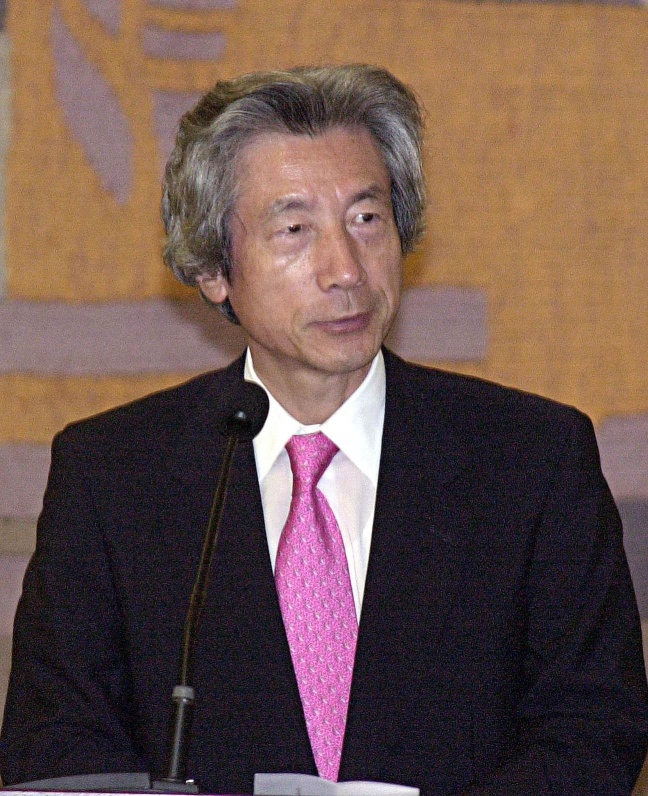
小泉純一郎首相
2004年（平成16年）9月16日

2003年（平成15年）11月9日に実施された第43回衆議院議員総選挙の結果、自由民主党ほか与党側が絶対安定多数を維持したため、小泉が首相に再指名された。前の第1次小泉第2次改造内閣の発足からあまり時間が経っておらず、落選者がほとんど出なかったことなどから、新たな人選もほとんどなく、閣僚は全員が再任された。首相を含む全閣僚の再任は、1967年（昭和42年）の第2次佐藤内閣以来、36年ぶりで、戦後3例目。
2004年（平成16年）5月7日、内閣官房長官の福田康夫が年金保険料未納問題で引責辞任し、後任に細田博之が就任した。

## 組閣当時の世論
- 前の第1次小泉第2次改造内閣からほとんど顔ぶれの変化がなく、新たに目立った報道などがなされることはなかった。
- マニフェストを掲げて戦った選挙の後だけに、そのマニフェストへの態度が見守られた。

## 国務大臣
| 職名                                                                              | 氏名 | 氏名       | 所属                                         | 特命事項等                              | 備考                                 |
| --------------------------------------------------------------------------------- | ---- | ---------- | -------------------------------------------- | --------------------------------------- | ------------------------------------ |
| 内閣総理大臣                                                                      |      | 小泉純一郎 | 衆議院 自由民主党                            |                                         | 再任 自由民主党総裁                  |
| 総務大臣                                                                          |      | 麻生太郎   | 衆議院 自由民主党 （河野グループ）           |                                         | 再任                                 |
| 法務大臣                                                                          |      | 野沢太三   | 参議院→民間 自由民主党 （森派）              |                                         | 再任                                 |
| 外務大臣                                                                          |      | 川口順子   | 民間                                         |                                         | 再任                                 |
| 財務大臣                                                                          |      | 谷垣禎一   | 衆議院 自由民主党 （小里派）                 |                                         | 再任                                 |
| 文部科学大臣                                                                      |      | 河村建夫   | 衆議院 自由民主党 （亀井派）                 | 国立国会図書館連絡調整委員会委員        | 再任                                 |
| 厚生労働大臣                                                                      |      | 坂口力     | 衆議院 公明党                                |                                         | 再任                                 |
| 農林水産大臣                                                                      |      | 亀井善之   | 衆議院 自由民主党 （山崎派）                 |                                         | 再任                                 |
| 経済産業大臣                                                                      |      | 中川昭一   | 衆議院 自由民主党 （亀井派）                 | 国際博覧会担当                          | 再任                                 |
| 国土交通大臣                                                                      |      | 石原伸晃   | 衆議院 自由民主党 （無派閥）                 | 首都機能移転担当 観光立国担当           | 再任                                 |
| 環境大臣                                                                          |      | 小池百合子 | 衆議院 自由民主党 （森派）                   | 地球環境問題担当                        | 再任                                 |
| 内閣官房長官 内閣府特命担当大臣 （男女共同参画）                                  |      | 福田康夫   | 衆議院 自由民主党 （森派）                   |                                         | 再任 2004年（平成16年） 5月7日辞任   |
| 内閣官房長官 内閣府特命担当大臣 （男女共同参画）                                  |      | 細田博之   | 衆議院 自由民主党 （森派）                   |                                         | 再入閣 2004年（平成16年） 5月7日任命 |
| 国家公安委員会委員長 内閣府特命担当大臣 （青少年育成及び少子化対策） （食品安全） |      | 小野清子   | 参議院 自由民主党 （亀井派）                 |                                         | 再任                                 |
| 防衛庁長官                                                                        |      | 石破茂     | 衆議院 自由民主党 （橋本派）                 |                                         | 再任                                 |
| 内閣府特命担当大臣 （沖縄及び北方対策） （個人情報保護） （科学技術政策）         |      | 茂木敏充   | 衆議院 自由民主党 （橋本派）                 | 情報通信技術（IT）担当                  | 再任                                 |
| 内閣府特命担当大臣 （金融） （経済財政政策）                                      |      | 竹中平蔵   | 民間                                         |                                         | 再任                                 |
| 内閣府特命担当大臣 （規制改革） （産業再生機構）                                  |      | 金子一義   | 衆議院 自由民主党 （堀内派）                 | 行政改革担当 構造改革特区・地域再生担当 | 再任                                 |
| 内閣府特命担当大臣 （防災）                                                       |      | 井上喜一   | 衆議院 保守新党 →自由民主党 （二階グループ） | 事態対処法制担当                        | 再任                                 |

## 内閣官房副長官等
- 内閣官房副長官［政務］ - 杉浦正健:2004年（平成16年）5月7日／細田博之:2004年（平成16年）5月7日
- 内閣官房副長官［政務］ - 山崎正昭
- 内閣官房副長官［事務］ - 二橋正弘
- 内閣危機管理監 - 野田健:2004年（平成16年）1月23日／杉田和博:2004年（平成16年）1月23日
- 内閣法制局長官 - 阪田雅裕:2004年（平成16年）8月31日／秋山收:2004年（平成16年）8月31日

## 内閣総理大臣補佐官
- 内閣総理大臣補佐官［都市再生担当］ - 牧野徹
- 内閣総理大臣補佐官［イラク担当］  - 岡本行夫:-2004年（平成16年）3月31日
- 内閣総理大臣補佐官［行政改革担当］ - 佐藤剛男:2003年（平成15年）11月20日
- 内閣総理大臣補佐官［郵政民営化担当］- 渡辺好明:2004年（平成16年）4月26日

## 副大臣
組閣翌日の2003年（平成15年）11月20日任命。
- 内閣府副大臣 - 伊藤達也、佐藤剛男、中島真人
- 防衛庁副長官 - 浜田靖一
- 総務副大臣 - 田端正広、山口俊一
- 法務副大臣 - 実川幸夫
- 外務副大臣 - 逢沢一郎、阿部正俊
- 財務副大臣 - 石井啓一、山本有二
- 文部科学副大臣 - 小野晋也:2004年（平成16年）5月20日−／原田義昭:−2004年（平成16年）5月20日、稲葉大和
- 厚生労働副大臣 - 谷畑孝、森英介
- 農林水産副大臣 - 金田英行、市川一朗
- 経済産業副大臣 - 坂本剛二、泉信也
- 国土交通副大臣 - 林幹雄、佐藤泰三
- 環境副大臣 - 加藤修一

## 大臣政務官
組閣翌日の2003年（平成15年）11月20日任命。
- 内閣府大臣政務官 - 西川公也、宮腰光寛、森元恒雄
- 防衛庁長官政務官 - 嘉数知賢、中島啓雄
- 総務大臣政務官 - 松本純、小西理:2004年（平成16年）4月6日−／平沢勝栄:−2004年（平成16年）4月2日、世耕弘成
- 法務大臣政務官 - 中野清
- 外務大臣政務官 - 田中和徳、松宮勲、荒井正吾
- 財務大臣政務官 - 七条明、山下英利
- 文部科学大臣政務官 - 田村憲久、馳浩
- 厚生労働大臣政務官 - 竹本直一、佐々木知子:−2004年（平成16年）7月20日
- 農林水産大臣政務官 - 木村太郎、福本潤一
- 経済産業大臣政務官 - 江田康幸、菅義偉
- 国土交通大臣政務官 - 鶴保庸介、佐藤茂樹、斉藤滋宣:−2004年（平成16年）7月30日
- 環境大臣政務官 - 砂田圭佑

※ 途中退任した3人の政務官のうち佐々木厚労政務官、斉藤国交政務官の後任は欠員のまま置かれなかった。